# Egelsee (Aargau)
Obwohl der Egelsee (auch Ägelsee) kaum grösser ist als ein Weiher, gilt er als der grösste Natursee, der vollständig im Kanton Aargau (Schweiz) liegt. In den Regionen Mutschellen und Limmattal kennt man ihn als beliebtes Naherholungsgebiet. Besonders an Wochenenden zieht er viele Erholungssuchende an, welche den See und seine Umgebung zum Baden und Grillieren nutzen. Am Südostufer befindet sich zudem ein kleiner Sprungturm (ca. 3 m).

## Lage
Der kleine See befindet sich in einem dichten Buchenwald an der Ostflanke des Heitersberg zwischen dem Limmat- und dem Reusstal auf 667 m ü. M. im Gemeindegebiet von Bergdietikon. Am Westufer geht es sehr steil auf die knapp 800 m hohe Heitersbergkrete hinauf.
Den See erreicht man nur zu Fuss oder mit dem Velo. Der nächste Bahnhof Berikon - Widen auf dem Mutschellenpass ist rund 90 Gehminuten entfernt. Das gesamte Gebiet ist gut mit Wanderwegen erschlossen.

## Entstehung
Der See entstand am Ende der letzten Eiszeit und war früher fast dreimal so gross. Der frühere südliche Teil des Sees ist verlandet und es entstand ein dichter Schilf-/Sumpfbereich.

## Besonderes
Wegen der märchenhaften Lage in einem dunklen Buchenwald ranken sich viele Geschichten und Sagen um den See. Eine Sage erzählt, dass sich auf dem Seegrund die Ruine einer alten Ritterburg befände. 
Der Seeuntergrund ist ein Moorboden. Bisher wurde keine Untersuchung des Seegrundes durchgeführt, daher ist momentan nicht bekannt, ob die Sage zutrifft.
Am Egelsee liegt das Naturwaldreservat Egelsee-Wälleflüehau und das national bedeutende Flachmoor Egelsee/Seematten.